# Нічко з Троппау
Нічко з Троппау, також Нічко Чех (р. нар. невід. — перед 1385) — львівський будівничий XIV ст. Походив з міста Опави у нинішній Чехії (колишня назва — Троппау). Збереглись лише уривчасті біографічні дані. Працював при спорудженні костелу Діви Марії у Львові, який нині складно ідентифікувати. Поширена історіографічна традиція стверджує, що ним був готичний майбутній катедральний костел Успіння Діви Марії. Однак дослідниця львівського готичного сакрального будівництва Ольга Козубська довела безпідставність такої версії, не виключаючи що це могла бути перебудова костелу Марії Сніжної. Наприкінці життя споруджував готичний костел Божого Тіла при монастирі домініканців (розібрано в середині XVIII ст. для будівництва нового). Помер перед 1385 роком. Збереглись згадки про посмертне впорядкування майнових справ будівничого за участі його вдови Катерини. Звідти походить згадка про садок на передмісті, яким володів будівничий.